# Ciriaco Del Pozzo
Ciriaco Del Pozzo (Pago Veiano, 12 settembre 1905 – 21 novembre 1967) è stato un politico e medico italiano.

## Biografia
Nato a Pago Veiano nel 1905 da Berardino Del Pozzo, medico condotto di quel comune, conseguì la laurea in medicina a Napoli nel 1929 e si trasferì a Benevento in via Annunziata. Fu molto vicino agli ambienti cattolici sanniti e medico del seminario regionale, del seminario provinciale delle suore orsoline e dell'ospizio di San Pasquale; fu anche direttore sanitario dell'ospedale Sacro Cuore di Gesù.
Prese parte alla seconda guerra mondiale e venne insignito della Croce al merito di guerra e dell'onorificenza di cavaliere dell'Ordine della Stella d'Italia. Aderì alla Democrazia Cristiana e fu più volte consigliere comunale. Il 13 giugno 1963, dopo le dimissioni di Mario Rotili, venne eletto sindaco di Benevento, rimanendo in carica fino al febbraio 1965. Durante il suo mandato si distinse per la costruzione di case popolari, soprattutto per gli sfollati dopo le distruzioni della guerra.

### Morte
Da tempo malato di cuore, morì il 21 novembre 1967.